# 乌尔巴尼亚
乌尔巴尼亚（義大利語：Urbania），是意大利佩萨罗-乌尔比诺省的一个市镇。总面积77.79平方公里，人口7051人，人口密度90.6人/平方公里（2008年）。ISTAT代码为041066。